# Dacrydium tenuifolium
Dacrydium tenuifolium là một loài thực vật hạt trần trong họ Podocarpaceae. Loài này được Parl. mô tả khoa học đầu tiên..